# Fibromiàlgia
estrès oxidatiu
La fibromiàlgia o síndrome de fibromiàlgia, és una malaltia neurològica que causa dolor a tot el cos, entre altres símptomes. Es caracteritza essencialment per dolor muscular general, rigidesa i dolor a la palpació de determinats punts en masses musculars o zones d'inserció òssia dels tendons. La fibromiàlgia també provoca sensació de tumefacció de les extremitats i parestèsies, a més d'astènia i insomni, com a símptomes principals. Es tracta d'una malaltia crònica d'origen desconegut, que afecta sobretot dones de mitjana edat. Les dades estadístiques sobre la fibromiàlgia en homes són escasses i, segons alguns autors, poc significatives. La fibromiàlgia no presenta lesions aparents que puguin ser responsables de la simptomatologia i els resultats de les anàlisis clíniques i de les proves radiològiques són normals.
Encara hi ha molts dubtes al voltant de la patogènesi de la malaltia, que actualment no té cura, però existeixen formes de millorar la vida de les persones afectades. Fins i tot en l'actualitat, pel seu desconeixement i dificultat de tractament, hi ha professionals de la medicina que rebutgen l'existència d'aquesta malaltia, malgrat que el 1994 va ser reconeguda per l'OMS en la desena edició de la Classificació Internacional de Malalties (CIM-10). Es troba inclosa en el capítol XIII, que comprèn les malalties del sistema osteomuscular i del teixit connectiu. Avui dia, la fibromiàlgia és considerada la síndrome de sensibilitat central més freqüent, sovint diagnosticada en individus amb malalties reumàtiques.
Afecta majoritàriament a dones en una proporció de 3-5:1 i algunes estadístiques assenyalen que podria afectar el 5 per cent de la població, i en edats compreses entre els vint-i-cinc i els quaranta-cinc anys, amb nivell d'estudis bàsic i renda familiar mitjana-baixa. A Espanya, segons l'estudi de prevalença de les malalties reumàtiques (EPISER) de 2016, pateix fibromiàlgia un 2,45% de la població. Afecta gairebé totes les àrees de la salut: metges de família, reumatòlegs, fisioterapeutes, traumatòlegs, osteòpates, psiquiatres i psicòlegs. Això implica a diferents camps d'estudi amb les seves particularitats i diferències, atès que la fibromiàlgia comporta una disminució significativa en la freqüència i tipus d'activitats quotidianes, llargs períodes de repòs, limitacions físiques, absentisme laboral i impacte econòmic, problemes d'insomni i cansament, baixa autoestima, problemes familiars, reducció en la quantitat de contactes socials, ús freqüent de fàrmacs i de serveis mèdics, canvis emocionals com l'ansietat, depressió o irritabilitat, i canvis cognitius com problemes en la concentració i en el processament i recuperació de la informació. En un nombre significatiu de malalts es detecten alts nivells d'estrès oxidatiu i de citocines proinflamatòries.

## Signes i símptomes
Els símptomes definitoris de la fibromiàlgia són: el dolor crònic generalitzat sense un origen evident, la fatiga, els trastorns del son i el dolor augmentat en resposta a la pressió tàctil (al·lodínia). Les persones amb fibromiàlgia poden presentar també altres símptomes: formigueig a la pell (parestèsia), espasmes musculars perllongats, polineuropatia, debilitat en les extremitats, dolor neuropàtic, síndrome del túnel tarsal, síndrome del piriforme, palpitacions, vitiligen, dermatitis de contacte i trastorns funcionals de l'intestí.
Molts pacients experimenten una disfunció cognitiva, que es pot caracteritzar per una alteració en la concentració, problemes en la memòria a curt i llarg termini, la incapacitat de realitzar diverses tasques, sobrecàrrega cognitiva, la disminució de la capacitat d'atenció i els sentiments d'impotència. La fibromiàlgia s'associa freqüentment amb l'obesitat, la disminució de la capacitat de control i autocontrol, l'ansietat, l'alexitímia i els símptomes depressius. Els homes amb fibromiàlgia són més proclius a sentir ira per les seves condicions físiques que les dones.
Altres símptomes que s'atribueixen amb freqüència a la fibromiàlgia poden ser deguts a una comorbiditat, incloent la síndrome de dolor miofascial, el lupus eritematós sistèmic, l'espondiloartropatia axial, l'espondilosi cervical, la dermatomiositis amiopàtica o la malaltia de Cushing amb hipotiroïdisme central associat.

## Diagnòstic
El diagnòstic sovint es fa per exclusió d'altres malalties que presenten símptomes semblants, com ara la fatiga crònica. És habitual la prova dels punts dolorosos per determinar el llindar de dolor que presenta el pacient quan s'aplica una pressió sobre un nombre determinat de parts del cos. Ara per ara, no hi ha cap prova analítica que permeti determinar inequívocament la presència de la malaltia.

### Criteris provisionals de 2010

Les àrees per l'índex de dolor generalitzat (IDG)

El 2010, l'American College of Rheumatology va aprovar els criteris diagnòstics revisats i provisionals per a la fibromiàlgia que elimina la dependència dels criteris de 1990 sobre les proves dels punts dolorosos. Els criteris revisats utilitzen un índex de dolor generalitzat (IDG) i l'escala de severitat simptomàtica (ESS) en lloc de les proves dels punts dolorosos dels criteris de 1990. L'IDG compta fins a 19 àrees generals del cos en les quals la persona ha experimentat dolor en les dues setmanes anteriors. L'ESS classifica la severitat de la fatiga de la persona, de somni no reparador, els símptomes cognitius i els símptomes somàtics generals, cada una en una escala de 0 a 3, per a una puntuació composta que va de 0 a 12. Els criteris revisats per al diagnòstic són:
- (IDG ≥ 7 i ESS ≥ 5) o (IDG 3-6 i ESS ≥ 9)
- Els símptomes han estat presents en un nivell similar durant almenys tres mesos
- Cap altre trastorn diagnosticable pugui justificar el dolor[63]:607

### Criteris de 2011
El 2011 els mateixos autors de l'anterior versió varen simplificar els criteris diagnòstics. Essent l'IDG igual, per a l'ESS es manté la primera part (escala de 0 a 3) però se simplifica la segona, amb sols 3 preguntes amb una puntuació de 0 a 1. Es considera el diagnòstic per a una puntuació sumatòria total ≥ 13. Ha estat validat per a diversos idiomes, inclòs el castellà.

## Causa i desencadenants
La causa de la fibromiàlgia és desconeguda. No obstant això, s'han desenvolupat diverses hipòtesis sobre el seu origen, incloent la de la "sensibilització central". Aquesta teoria proposa que els pacients amb fibromiàlgia tenen un llindar més baix per al dolor a causa de la major reactivitat de les cèl·lules nervioses sensibles al dolor en la medul·la espinal o en el cervell. El dolor neuropàtic i el trastorn depressiu major sovint coincideixen amb la fibromiàlgia. Aquest fet sembla degut a anomalies genètiques compartides, causants de deficiències en la senyalització monoaminèrgica, glutamatèrgica, neurotròfica, opioide i de citocines proinflamatòries. En aquests individus amb predisposició genètica, l'estrès psicològic o el patiment físic poden causar alteracions en les vies inflamatòries i de l'estrès que regulen l'estat d'ànim i el dolor. Eventualment, una sensibilització i l'efecte d'excitació que es produeix en certes neurones condueix a la creació de la fibromiàlgia i, de vegades a un trastorn en l'estat d'ànim. L'evidència suggereix que el dolor de la fibromiàlgia és el resultat principalment d'una alteració en el funcionament de les vies de processament central del dolor. Algunes de les alteracions neuroquímiques que ocorren en la fibromiàlgia també regulen les emocions, la son i l'energia, cosa que explica per què els problemes d'estat d'ànim, de son i de fatiga es presenten generalment amb la fibromiàlgia.
Malgrat que se'n desconeixen les causes, s'ha vist que els traumatismes greus i les càrregues físiques o emocionals sostingudes, diverses malalties inflamatòries cròniques, alguns processos infecciosos vírics i determinats factors ambientals poden desencadenar l'aparició de la malaltia.
Actualment es creu que pot ser el resultat d'una sèrie de trastorns en el sistema nerviós. Una forma de fibromiàlgia poc comuna és la síndrome de fibromiàlgia primària juvenil, que es veu sobretot en noies adolescents.

## Tractament
Com en altres trastorns, no hi ha una cura universal per a la fibromiàlgia. Tot i així, el tractament mèdic especialitzat ajuda a millorar la qualitat de vida del pacient notablement.
A més del tractament al costat d'especialistes cal dir que sovint els afectats per la malaltia han anat d'un metge a un altre sense saber què els passava exactament. Així, una educació sanitària correcta sobre la seva malaltia, la informació i la comunicació amb altres persones afectades poden ser beneficioses per al pacient.
En funció dels símptomes:
- Programa d'exercici regular:[91] sigui córrer, sigui nadar,[92] sigui fer aeròbic[93] o tai chi,[94] sigui seguir una pauta d'estiraments musculars.[95]
- Afrontament psicològic.[96]
- Tractament farmacològic.[97][98]
  - Per al dolor/insomni: amitriptilina (Tryptizol), ciclobenzaprina (Yurelax).[99]
  - Per al dolor/ànim: inhibidors de la recaptació de serotonina i noradrenalina com la duloxetina (EFG, Cymbalta, Xeristar)[100] o la venlafaxina (EFG, Dislaven, Vandral).[101]
  - Per al dolor/insomni/fatiga: gabapentina (EFG, Neurontin),[102] pregabalina (EFG, Lyrica).[103]
  - Per al dolor: milnacipran,[104] naltrexona a dosis baixes,[105] paracetamol, paracetamol+tramadol.[106]
- Cinesioteràpia.[107]
- Oxigenoteràpia hiperbàrica de baixa pressió.[108]
- Ozonoteràpia.[109]
- Teràpia amb làser de baixa potència.[110]
- Canvis dietètics.[111]
- Acupuntura, en alguns casos.[112]